# Mousqueton (1902)
Mousqueton – francuski niszczyciel z początku XX wieku, typu Arquebuse. Nazwa oznaczała lżejszy muszkiet.
Podczas I wojny światowej służył na Morzu Śródziemnym, pod koniec - w 8. Flotylli Niszczycieli w Tulonie. Został skreślony z listy floty 10 maja 1920 roku.